# Gerti Ober
Gerti Ober (* 20. Juli 1907 in Deutschland als Gertrud Ober; † 2. Juni 1987 in Berlin) war eine deutsche Filmschauspielerin und Synchronsprecherin.

## Leben
Sie begann ihre Karriere 1931 in Gerhard Lamprechts Spielfilm Zweierlei Moral. Sie wirkte in insgesamt 33 Filmen mit, deren Titel heute überwiegend vergessen sind. Zu ihren bekanntesten Streifen zählen u. a. Die Koffer des Herrn O.F. und Das Schloss in Flandern. Ihre letzte Rolle erhielt sie 1941 in Jenny und der Herr im Frack. Sie stand 1944 in der Gottbegnadeten-Liste des Reichsministeriums für Volksaufklärung und Propaganda.
Nach dem Krieg war sie nicht mehr auf der Leinwand zu sehen.
Einige Male war sie auch als Synchronsprecherin tätig, so lieh sie u. a. Zita Johann ihre Stimme. Gerti Ober starb 1987 in Berlin.

## Filmografie (Auswahl)
- 1931: Zweierlei Moral
- 1931: Die Koffer des Herrn O.F.
- 1934: Ferien vom ich
- 1935: Stützen der Gesellschaft
- 1935: Kater Lampe
- 1936: Das Schloß in Flandern
- 1937: Mädchen für alles
- 1938: Verwehte Spuren
- 1939: Robert und Bertram
- 1940: Meine Tochter tut das nicht
- 1941: Krach im Vorderhaus
- 1941: Jenny und der Herr im Frack

## Sprechrollen
- 1933: Tiger Hai – Rolle: Quita Silva
- 1938: Heidi – Rolle: Tante Dete
- 1941: Ihr erstes Rendezvous – Rolle: Christophine
- 1948: Hafen der Versuchung – Rolle: Mrs. Brown